# Rhinorrhée
 (janvier 2022).
Si vous disposez d'ouvrages ou d'articles de référence ou si vous connaissez des sites web de qualité traitant du thème abordé ici, merci de compléter l'article en donnant les références utiles à sa vérifiabilité et en les liant à la section « Notes et références ».

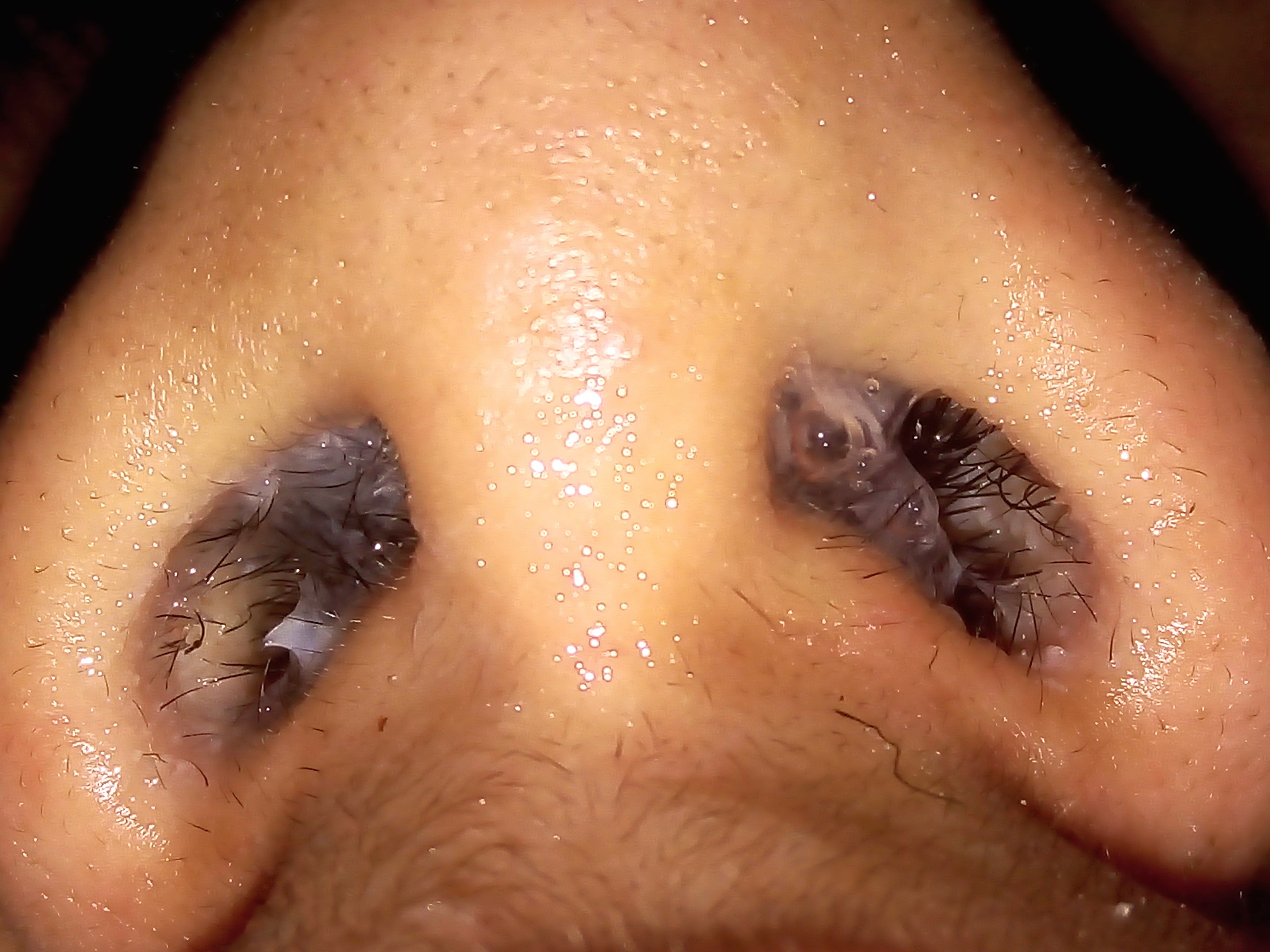
Rhinorrhée associée à une congestion nasale.

La rhinorrhée est un écoulement nasal. Ce terme médical désigne « le nez qui coule ».
C'est un excès de mucus produit et qui s’écoule par l’avant du nez ou vers la gorge. Celui-ci peut avoir un aspect clair et transparent ou au contraire purulent et épais. Cet aspect est fréquent et ne correspond pas systématiquement à une infection bactérienne.
La rhinorrhée peut également survenir à la suite d'un traumatisme, d'un os comportant un ou plusieurs sinus aériens en communication avec les fosses nasales. On a par exemple l'éthmoïde, le sphénoïde, l'os frontal entre autres.

## Causes
Les principales causes de rhinorrhée sont les suivantes : 
- un rhume ;
- la grippe ;
- une infection des sinus ou sinusite ;
- des allergies  (rhinite allergique) ;
- une rhinite non-allergique (due par exemple à des changements de pression atmosphérique, des agressions extérieures ou lors de la grossesse).

La rhinorrhée est également causée par une fracture de l'étage antérieur de la base du crâne qui passe par le sinus frontal, mettant en communication l'espace intracrânien et les fosses nasales.

## Cas particulier de la rhinorrhée du liquide céphalorachidien
En cas de traumatisme frontal, il peut y avoir une fracture du sinus frontal ou de la lame criblée de l'ethmoïde (pouvant entraîner une agueusie et un anosmie par lésion du nerf numéro I olfactif). Il y a alors une brèche méningée qui engendre une communication entre l'étage antérieur de la base du crâne et les fosses nasales. Cette communication peut se compliquer par une méningite car l'espace intracrânien, stérile, est alors en communication avec un milieu ouvert vers l'extérieur. Si une infection remonte jusqu'au liquide céphalorachidien, cela entraîne une méningite[Comment ?] [réf. souhaitée].